# برایان اوکامپو
برایان اوکامپو (انگلیسی: Brian Ocampo؛ زادهٔ ۲۵ ژوئن ۱۹۹۹) بازیکن فوتبال اهل اروگوئه است.
از باشگاه‌هایی که در آن بازی کرده‌است می‌توان به باشگاه فوتبال ناسیونال اروگوئه اشاره کرد.
وی همچنین در تیم‌های ملی فوتبال زیر ۲۰ سال اروگوئه و اروگوئه بازی کرده‌است.